# Droga krajowa B245 (Niemcy)
Droga krajowa 245 (niem. Bundesstraße 245, B 245) – niemiecka droga krajowa przebiegająca przez teren Niemiec z północnego wschodu na południe od skrzyżowania z drogą B71 w Haldensleben do skrzyżowania z drogą B81 koło Halberstadt w Saksonii-Anhalt.

## Historia
Droga przebiegała przed II. wojną światową z Halberstadt do Helmstedt. Po podziale Niemiec droga przecinała trzykrotnie granicę i została podzielona. W NRD drogę przemianowano na Fernstrasse 245 i ustalono jej przebieg z Barnebergu do Halberstadt. Fragmenty drogi w RFN zachowały oznakowanie B245. Po zjednoczeniu ten fragment przemianowano na B245a.